# Bardino majorero
Il Bardino Majorero o Perro Majorero è una razza canina autoctona dell'isola di Fuerteventura nelle Canarie. Con bardino si fa riferimento alla tigratura del manto simil verdastra, mentre majorero ne caratterizza la provenienza, essendo il nome della popolazione dell'isola, Majorero o Mahorero appunto.
È una razza interessante per le sue caratteristiche attitudinali, molto versatile ed adatta a svolgere mansioni sia in ambito pastorale che in ambito sociale. È in pericolo di estinzione.
Le caratteristiche che la contraddistinguono sono: il manto, "bardato" (tigrato), il palato completamente nero, gli speroni su tutte le quattro zampe e una tipica macchia bianca sul petto.

## Storia

### Origini
Nel 1404 i conquistatori spagnoli la introdussero insieme al loro bestiame nella isola di Fuerteventura, ed anni di incroci hanno condotto al Majorero attuale. Questa razza, nel corso di più di seicento anni è stato un custode indispensabile per il bestiame e per la protezione delle case dei nativi delle'isola; la razza ha sviluppato un temperamento che può essere pericoloso per le persone estranee.

### Dopo il 1979
Il cane Majorero è ormai una realtà, che ci è pervenuta grazie alla conservazione in purezza delle linee majoreros che agricoltori e gli allevatori dell'isola hanno saputo preservare.

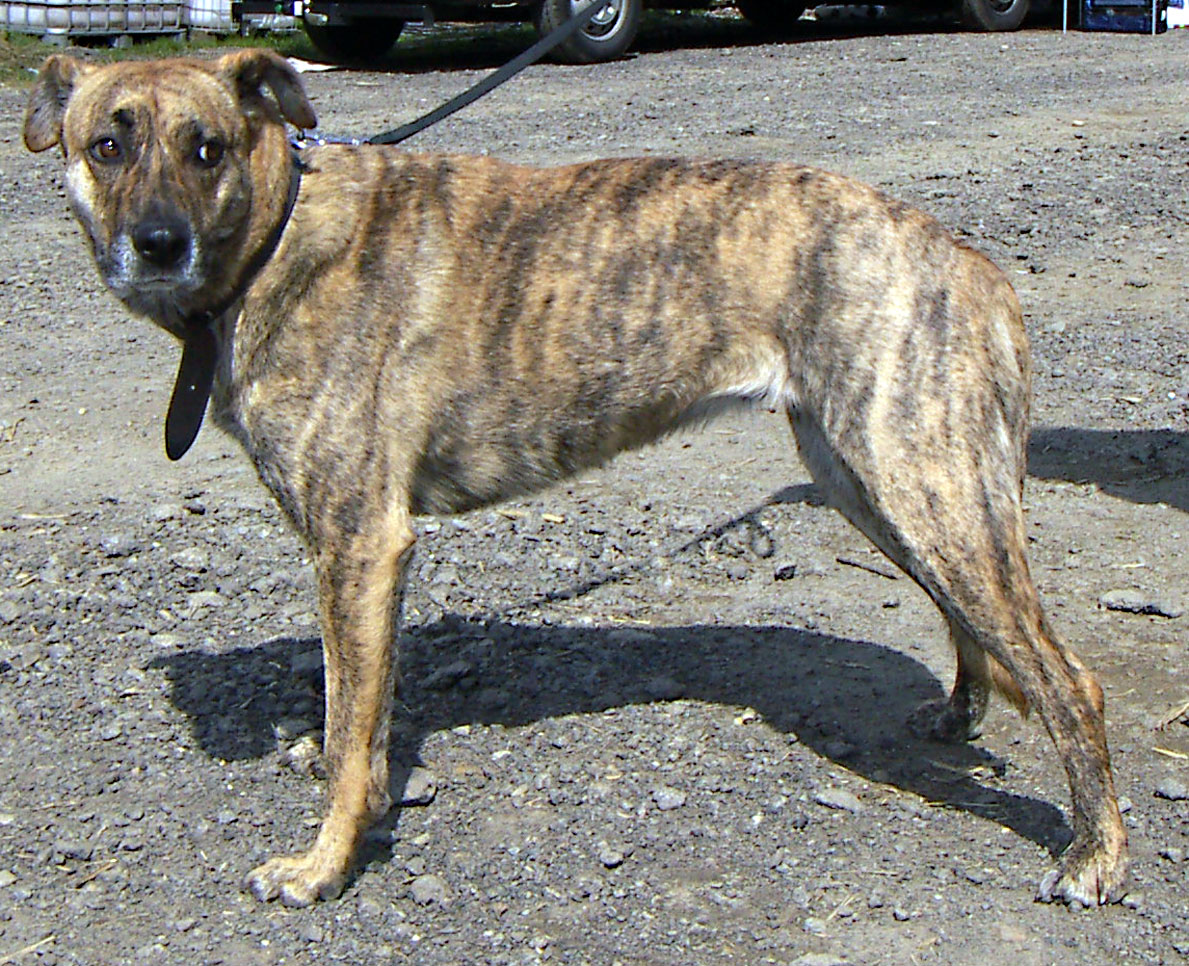

La storia moderna delle razza ha una data di inizio: il 21 aprile 1979, quando nella Piazza della Gran Tarajal nel comune di Tuineje, si fece la prima mostra con una rappresentanza della razza, dove hanno partecipato ben noti allevatori, esperti e cinófili e giudici di livello nazionale e internazionale. Questa data rappresenta l'inizio del processo di riconoscimento della razza da parte della Royal Society di Spagna, attraverso il lavoro di censimento e successiva diffusione ad opera della Bardino Society (BPS), sull'isola di Fuerteventura.
Il riconoscimento ufficiale è avvenuto il 14 aprile 1994 quando la Royal Society Canina di Spagna ha finalmente riconosciuto la razza con il "Protection Dog Associazione Majorero Canaria Toto".
Prima di questa data sull'isola nessun piano di protezione aveva preservato la razza che si era quasi del tutto estinta con un calo della qualità razziale complessiva.
Attualmente è stata fondata l'Associazione per la conservazione dei Majorero Dog "(CCMGP) , iniziativa che nasce dall'attività di alcuni allevatori, proprietari e appassionati, al fine di salvaguardare e promuovere la sopravvivenza del Bardino Dog Majorero. Alcuni degli obiettivi prefissati si stanno realizzando, infatti, il CCMGP ha istituito uno speciale programma di allevamento per la selezione e l'allevamento dei cani di Fuerteventura. Una delle loro linee di lavoro strategiche è stata quella di condurre una campagna per la vendita dei cuccioli tra i suoi membri dell'associazione e tra gli agricoltori per utilizzi esclusivi sull'isola, ciò per evitare brogli e ripopolare le copie di buona qualità razziale e con genealogia certa.

## Descrizione
Caratteristiche generali
Il Bardino, è spesso chiamato "Verdino". Il mantello per la particolare tonalità verdastra con una particolare luce del sole.
Di profilo sembra di forma quasi quadrata con un collo largo, ma breve, e la testa è in proporzione con il resto del corpo. Il collo è largo, la testa è piccola al confronto, ma questo spiega la forza e la fermezza sulla preda nel morso.
Il torace è ampio e profondo, ciò spiega la sua grande capacità di resistenza nel camminare, nel sopportare il caldo e anche la resistenza alla sete.
Tipico il modo di sedersi solitamente di fianco per essere più attento a ciò che accade attorno.
Nella maggior parte dei casi, i colori sono bardinato (tigrato) o lucertola, a volte può avere una maschera nera o scura. Il colore degli occhi va dal nocciola al marrone scuro.
Il pelo non è né troppo lungo né troppo corto, è setoso e brillante alla vista.
La razza spesso presenta un doppio sperone a tutti e quattro gli arti.
La sua caratteristica principale della razza è il coraggio, sia come difesa che come attacco, non importa se verso una persona o un altro animale. In presenza di persone note agisce in modo dolce; ma di fronte ad uno sconosciuto lo punta con uno sguardo sospettoso in attesa di attaccare qualora si tratti di una minaccia. È molto attento nella protezione del bestiame bovino.
Tenendo conto che ha una grande capacità di imparare rapidamente è necessario un rinforzo costante nell'apprendimento specie nei confronti della socializzazione in quanto i soggetti possono essere aggressivi in età adulta.
Vive generalmente 12-14 anni, anche se è noto un caso vissuto 19 anni. È generalmente compatibile con altri cani e altri animali domestici come i gatti. Esso è adattabile, calmo ed equilibrato.
Può essere ritrovato in tutte le isole Canarie.
Pare che il bardino abbia contribuito alla creazione del Dogo canario, infondendo alcune caratteristiche caratteriali di questa seconda razza, come l'intelligenza, la resistenza fisica, e migliorando gli istinti di eccellente custode ed uno straordinario insieme di dentatura e coraggio incorruttibile.

## Standard della razza
Lo standard ufficiale secondo la: Real Sociedad Canina de España (R.S.C.E.) e la Sociedad Canina de Canarias.

## Temperamento
Dato il suo ben noto coraggio sa essere molto aggressivo sia in caso di difesa sia in caso di attacco a persone o animali.
Infatti l'esperienza ci insegna che è fortemente preferibile che il cane instauri fin dai primissimi giorni un rapporto di affetto e fiducia con tutti i componenti del nucleo familiare.
Sguardo molto vigile con atteggiamento sospettoso e si mantengono sempre in allarme in caso di presenza di estranei in presenza del padrone, rimanendo pronto ad agire al momento opportuno ove necessario. Fiuta la paura.
È un cane fedele, molto territoriale, estremamente vigile e protettivo nei confronti di ciò che gli è affidato.
È una razza che faceva parte della lista delle razze canine pericolose.

## Diffusione
È numericamente una razza estremamente piccola; infatti, sono registrati solo 195 esemplari nel registro nazionale spagnolo delle razze.
Nelle isole Canarie si sono sviluppate oltre al Bardino Majoreno ben 4 razze, esse sono:
- Pastor garafiano
- Perro Lobo Herreño
- Podenco Canario
- Perro de Presa Canario

## Patologie tipiche
Nessuna nota.

## Alimentazione e cure
Razza estremamente rustica e frugale.

## Galleria d'immagini

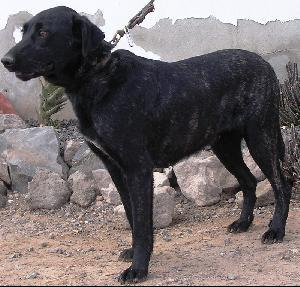
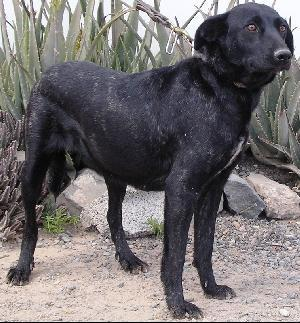
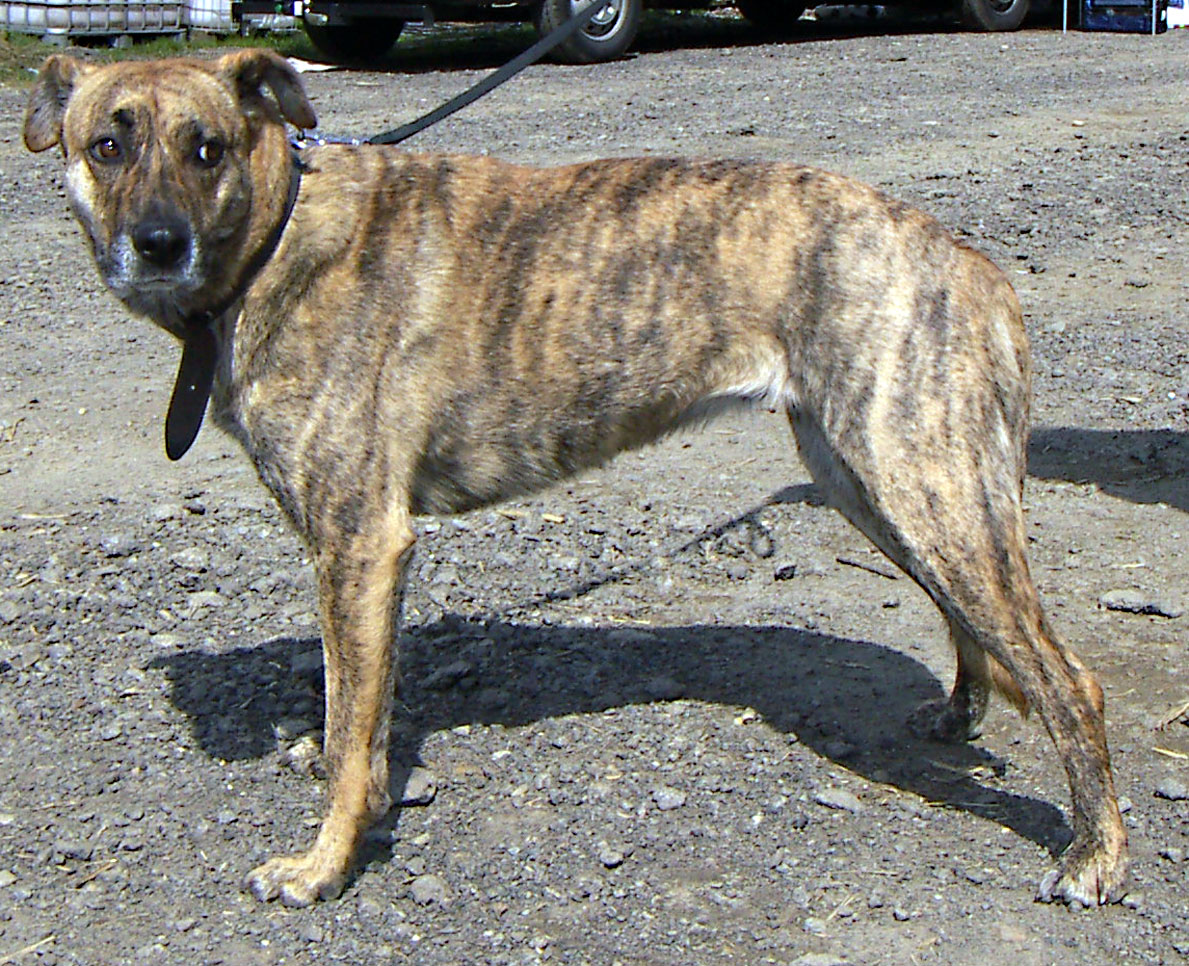

## Attività congeniali
- Guardia
- Difesa

## Attività non congeniali
- Fly ball
- Freestyle
- Obedience
- Agility Dog
- Protezione Civile